# L'Amour par accident
Pour plus de détails, voir Fiche technique et Distribution.
L'Amour par accident (Accidental Love) est un film américano-britannique sorti en 2015 et réalisé officiellement par Stephen Greene, un nom inventé pour masquer le départ du réalisateur initial David O. Russell avant la fin du tournage. Ceci fait suite à une gestation compliquée, débutée en 2008 et qui aura mis sept ans à aboutir.

## Synopsis
Alice Eckle est serveuse dans un restaurant. Un jour, elle reçoit un clou dans la tête. Elle n’a cependant pas les moyens de payer l’assurance maladie pour soigner ses séquelles. Elle part donc à Washington et se lie avec Howard, un jeune politicien qui souhaite l'aider.

## Fiche technique
- Titre original : Accidental Love
- Titre français : L'Amour par accident
- Titre de travail : Nailed
- Réalisation : David O. Russell (crédité sous le nom de Stephen Greene au générique[1])
- Scénario : Kristin Gore, Matthew Silverstein et Dave Jeser, d'après le roman Sammy's Hill de Kristin Gore
- Direction artistique : Dennis Bradford
- Décors : Judy Becker
- Costumes : Marie-Sylvie Deveau
- Photographie : Max Malkin
- Montage : Mark Bourgeois et Robert K. Lambert
- Musique : John Swihart
- Production : Kia Jam, Judd Payne et Matthew Rhodes

Production déléguée : David Bergstein, Julius R. Nasso, Gene Scher, James W. Skotchdopole et Frederick R. Ulrich
Coproduction : Jeff G. Waxman
Production associée : Timothy I. Stevenson
- Sociétés de production : K. JAM Media, Persistent Entertainment et Vocal Yokels
- Sociétés de distribution : Alchemy (États-Unis) ; Arrow Films (Royaume-Uni)
- Budget : 26 000 000 dollars[2]
- Pays d'origine :  États-Unis,  Royaume-Uni
- Langue originale : anglais américain et britannique
- Format : couleur -
- Genre : comédie
- Durée : 101  minutes
- Dates de sortie[3] :
États-Unis : 10 février 2015 (sur Internet), 20 février 2015 (sortie limitée)
France : 3 mai 2016 (directement en DVD)[4]

 Sauf indication contraire, les informations mentionnées dans cette section peuvent être confirmées par la base de données cinématographiques IMDb,  présente dans la section « Liens externes ».

## Distribution
- Jessica Biel (VF : Julie Turin) : Alice Eckle
- Jake Gyllenhaal (VF : Rémi Bichet) : Howard Birdwell
- Catherine Keener (VF : Marie-Frédérique Habert) : Rep. Pam Hendrickson
- James Marsden (VF : Damien Boisseau) : Scott
- Tracy Morgan (VF : Jean-Paul Pitolin) : Keyshawn
- James Brolin (VF : Jean Barney) : le sénateur Buck McCoy
- Paul Reubens (VF : Fabien Briche) : Edwin
- Kirstie Alley (VF : Marie-Martine) : tante Rita
- David Ramsey (VF : Namakan Koné) : Rep. Harshtone
- Kurt Fuller (VF : Bernard Demory) : le révérend Norm
- Malinda Williams (VF : Sophie Arthuys) : Rakeesha
- Beverly D'Angelo : Helen Eckle
- Steve Boles (VF : Patrice Dozier) : Bob Eckle
- Bill Hader : Dr Turnstall
- Olivia Crocicchia (VF : Claire Baradat) : Marsha Weber
- Albert Gore (VF : Thierry Garet) : Everett

 Source et légende : version française (VF) sur RS Doublage et selon le carton du doublage français sur le DVD zone 2.

## Production
Le film est tiré du roman Sammy's Hill écrit par Kristin Gore, fille de l'homme politique et homme d'affaires américain Al Gore. Le tournage du film, qui est alors titré Nailed, débute en avril 2008. Peu de temps après, James Caan quitte le film, après des différents artistiques sur la mort de son personnage.
La production est arrêtée à plusieurs reprises en 2008, notamment par l'Alliance internationale des employés de scène, de théâtre et de cinéma car certains membres de l'équipe ne sont plus payés. Le syndicat des acteurs, SAG-AFTRA, pousse également les acteurs à quitter le film, alors que toutes les scènes n'ont pas encore été tournées.
Le réalisateur David O. Russell quitte à son tour le projet en 2010, avant même la fin du tournage. Non impliqué dans les reshoots qui auront lieu ensuite, il refuse d'avoir son nom associé au film. À l'initiative du producteur Kia Jam, il sort finalement en salles, remonté, sous le titre Politics of Love d'abord, puis Accidental Love. David O. Russell est crédité sous le nom de Stephen Greene,.